# Jasmine Flury
Jasmine Flury (Saas im Prättigau, 16 settembre 1993) è una sciatrice alpina svizzera, campionessa mondiale nella discesa libera a Courchevel/Méribel 2023.

## Biografia

### Stagioni 2009-2017
Jasmine Flury ha fatto il suo esordio nel Circo bianco il 2 dicembre 2008 partecipando a una supercombinata valida come gara FIS a Davos, senza concluderla, e in Coppa Europa il 19 gennaio 2010 Sankt Moritz in discesa libera, piazzandosi 61ª. Il 7 febbraio 2012, sul tracciato slovacco di Jasná, ha conquistato il suo primo podio nel circuito continentale chiudendo 3ª nel supergigante vinto dalla francese Romane Miradoli, davanti alla slovena Ilka Štuhec.
Ha debuttato in Coppa del Mondo l'11 gennaio 2014 ad Altenmarkt-Zauchensee in discesa libera, classificandosi 33ª; l'anno dopo è salita per la prima volta sul gradino più alto del podio in Coppa Europa, vincendo la discesa libera di Hinterstoder del 28 gennaio 2015. Ha esordito ai Campionati mondiali a Sankt Moritz 2017, dove si è classificata 12ª nella discesa libera e 17ª nel supergigante.

### Stagioni 2018-2025
Il 9 dicembre 2017 ha ottenuto a Sankt Moritz in supergigante la sua prima vittoria, nonché primo podio, in Coppa del Mondo. Ai XXIII Giochi olimpici invernali di Pyeongchang 2018, sua prima presenza olimpica, si è classificata 27ª nel supergigante e non ha completato la discesa libera; ai Mondiali di Åre 2019 è stata 20ª nella discesa libera e non ha completato né il supergigante né la combinata.
Ai XXIV Giochi olimpici invernali di Pechino 2022 si è classificata 15ª nella discesa libera e 12ª nel supergigante e ai Mondiali di Courchevel/Méribel 2023 ha vinto la medaglia d'oro nella discesa libera e si è piazzata 22ª nel supergigante. La successiva stagione 2023-2024 è stata segnata da un infortunio patito durante la discesa libera di Crans-Montana del 13 febbraio, che l'ha costretta a terminare anzitempo la stagione e ha compromesso la sua partecipazione anche a quella successiva.

## Palmarès

### Mondiali
- 1 medaglia:
  - 1 oro (discesa libera a Courchevel/Méribel 2023)

### Coppa del Mondo
- Miglior piazzamento in classifica generale: 24ª nel 2018
- 4 podi (3 in discesa libera, 1 in supergigante):
  - 2 vittorie (1 in discesa libera, 1 in supergigante)
  - 2 secondi posti (in discesa libera)

#### Coppa del Mondo - vittorie
| Data             | Località     | Paese    | Specialità |
| ---------------- | ------------ | -------- | ---------- |
| 9 dicembre 2017  | Sankt Moritz | Svizzera | SG         |
| 16 dicembre 2023 | Val-d'Isère  | Francia  | DH         |

Legenda:

DH = discesa libera

SG = supergigante

### Coppa Europa
- Miglior piazzamento in classifica generale: 3ª nel 2015
- 8 podi:
  - 5 vittorie
  - 2 secondi posti
  - 1 terzo posto

#### Coppa Europa - vittorie
| Data             | Località      | Paese    | Specialità |
| ---------------- | ------------- | -------- | ---------- |
| 28 gennaio 2015  | Hinterstoder  | Austria  | DH         |
| 29 gennaio 2015  | Hinterstoder  | Austria  | SG         |
| 17 febbraio 2015 | Davos         | Svizzera | SG         |
| 28 febbraio 2018 | Crans-Montana | Svizzera | SG         |
| 16 gennaio 2021  | Crans-Montana | Svizzera | DH         |

Legenda:

DH = discesa libera

SG = supergigante

### Campionati svizzeri
- 4 medaglie[4]:
  - 1 oro (supergigante nel 2011)
  - 2 argenti (supergigante nel 2017; discesa libera nel 2018)
  - 1 bronzo (discesa libera nel 2013)